# Републикански път III-5701
Републикански път IIІ-5701 е третокласен път, част от Републиканската пътна мрежа на България, преминаващ изцяло по територията на Старозагорска област. Дължината му е 16 km.
Пътят се отклонява наляво при 15,4 km на Републикански път II-57 в село Сърнево и се насочва на север през североизточната част на Горнотракийската низина. Минава през селата Пшеничево и Хан Аспарухово и в западната част на с. Подслон се свързва с Републикански път II-66 при неговия 41,8 km.
| Пътища, отклоняващи се надясно (населено място, № на пътя, посока на пътя) | km   | Пътища, отклоняващи се наляво (посока на пътя, № на пътя, населено място) |
| -------------------------------------------------------------------------- | ---- | ------------------------------------------------------------------------- |
| Община Раднево, II-57, 15,4 km, с. Сърнево ←                               | 0,0  | ← с. Сърнево, 15,4 km, II-57, Община Раднево                              |
| Община Стара Загора                                                        | 3,3  | Община Стара Загора                                                       |
| с. Пшеничево                                                               | 3,8  | с. Пшеничево                                                              |
| с. Хан Аспарухово                                                          | 10,8 | → с. Хан Аспарухово, общински път (за с. Плоска могила)                   |
| (за селата Събрано и Бенковски) общински път, с. Хан Аспарухово ←          | 11,2 | → с. Хан Аспарухово, общински път (за 45,1 km на II-66)                   |
| (от 400,7 km на I-6) II-66, 41,8 km, с. Подслон →                          | 16,0 | → с. Подслон, 41,8 km, II-66 (до с. Поповица)                             |